# Ophiusa pallida
Ophiusa pallida är en fjärilsart som beskrevs av Arnold Spuler 1907. Ophiusa pallida ingår i släktet Ophiusa och familjen nattflyn. Inga underarter finns listade i Catalogue of Life.